# تونی گنارو
تونی گنارو (به انگلیسی: Tony Genaro) (زاده ۱۹۴۲-درگذشته ۷ می ۲۰۱۴) بازیگرآمریکایی بود.
از فیلم‌های معروف او می‌توان به بازی در فیلم تحلیل نهایی و تد و ونوس اشاره کرد.